# Gliese 832
Gliese 832 (auch Gl 832 oder GJ 832) ist ein Roter Zwerg der Spektralklasse M1.5V im Sternbild Kranich. Mit 16,2 Lichtjahren Entfernung befindet er sich in relativer Nähe zur Sonne. Gliese 832 hat in etwa die Hälfte der Masse und des Radius der Sonne. Der Stern emittiert außerdem Röntgenstrahlung.
2014 wurde die Entdeckung eines möglicherweise bewohnbaren Exoplaneten um Gliese 832 bekanntgegebenen, des sonnennächsten bis dahin gefundenen.

## Entfernung
Bestimmung der Entfernung für Gliese 832
| Quelle                             | Parallaxe (mas) | Entfernung (pc)   | Entfernung (Lj) | Entfernung (Pm) |
| ---------------------------------- | --------------- | ----------------- | --------------- | --------------- |
| Woolley et al. (1970)              | 214 ± 7         | 4,67 +0,16−0,15   | 15,2 ± 0,4      | 144,2 +4,9−4,6  |
| Gliese & Jahreiß (1991)            | 215,0 ± 6,1     | 4,65 +0,14−0,13   | 15,2 ± 0,4      | 143,5 +4,2−4    |
| van Altena et al. (1995)           | 213,9 ± 8,8     | 4,68 +0,2−0,18    | 15,2 +0,6−0,7   | 144,3 +6,2−5,7  |
| Perryman et al. (1997) (Hipparcos) | 202,53 ± 1,33   | 4,94 ± 0,03       | 16,1 ± 0,11     | 152,4 ± 1       |
| Perryman et al. (1997) (Tycho)     | 229,00 ± 15,10  | 4,37 +0,31−0,27   | 14,2 +1,0−0,9   | 134,7 +9,5−8,3  |
| van Leeuwen (2007)                 | 201,87 ± 1,01   | 4,954 ± 0,025     | 16,16 ± 0,08    | 152,9 ± 0,8     |
| RECONS TOP100 (2012)               | 202,03 ± 1,00   | 4,95 +0,025−0,024 | 16,14 ± 0,08    | 152,7 ± 0,8     |
| Gaia DR2 (2018)                    | 201,41 ± 0,04   | 4,965 ± 0,001     | 16,186 ± 0,003  | 153,12 ± 0,03   |
| Gaia DR3 (2022)                    | 201,33 ± 0,02   | 4,967 ± 0,001     | 16,192 ± 0,002  | 153,18 ± 0,02   |

Nicht trigonometrische Entfernungsbestimmungen sind kursiv markiert. Die präziseste Bestimmung ist fett markiert.

## Planetensystem
Es sind zwei Planeten von Gliese 832 bekannt. Zunächst wurde im September 2008 die Entdeckung eines jupiterähnlichen Planeten veröffentlicht, der die Bezeichnung Gliese 832b erhielt. Er umkreist seinen Zentralstern auf einer langperiodischen und nahezu kreisförmigen Umlaufbahn. Die Daten lassen auf eine astrometrische Störung des Sterns von mindestens 0,95 Bogenminuten schließen, weshalb Gliese 832b auch ein guter Kandidat für eine Entdeckung durch astrometrische Beobachtungen ist. Trotz seines relativ großen Winkelabstands wäre eine Direktabbildung jedoch problematisch aufgrund des Kontrasts zwischen Stern und Planet.
Ein zweiter Planet wurde 2014 von Astronomen der University of New South Wales bekanntgegeben und erhielt die wissenschaftliche Bezeichnung Gliese 832c. Es hätte sich bei ihm wahrscheinlich um eine Supererde gehandelt. Gemäß der Veröffentlichung befindet sich Gliese 832c nach optimistischer (nicht konservativer) Auslegung in der habitablen Zone des Sterns. Eine Studie im Jahr 2022 kam jedoch zum Schluss, dass das Signal ein Effekt stellarer Aktivität war.
Sofern zu dem Planetensystem von Gliese 832 ein Kometengürtel gehört, ist er nicht nachweisbar heller als die Staubhelligkeit in dem System.
| Planet (nach Entfernung vom Stern) | Entdeckung (Jahr) | Masse (in M♃)   | Umlaufzeit (in Tagen) | Große Halbachse (in AE) | Exzentrizität | Bahnneigung |
| ---------------------------------- | ----------------- | --------------- | --------------------- | ----------------------- | ------------- | ----------- |
| Gliese 832 b                       | 2008              | 0,99 +0,09−0,08 | 3853 +51−47           | 3,7 ± 0,1               | 0,05 ± 0,03   | 51 ± 3      |